# Cirkonij
Cirkonij je kemijski element atomskog (rednog) broja 40 i atomske mase 91,224(2). U periodnom sustavu elemenata predstavlja ga simbol Zr.
Cirkonij je čeličnosiv, mekan, rastezljiv i kovak metal visokog sjaja. Slitina cirkonija i bakra ima dobra mehanička svojstva i odličnu električnu vodljivost. Otporan na koroziju.